# Sphyraena afra
Sphyraena afra är en fiskart som beskrevs av Peters, 1844. Sphyraena afra ingår i släktet Sphyraena och familjen Sphyraenidae. Inga underarter finns listade i Catalogue of Life.